# Ero lokobeana
Espèce
Ero lokobeana est une espèce d'araignées aranéomorphes de la famille des Mimetidae.

## Distribution
Cette espèce est endémique de Madagascar.

## Description
La femelle holotype mesure 3,9 mm.

## Systématique et taxinomie
Cette espèce a été décrite par Emerit en 1980.

## Publication originale
- Emerit, 1980 : « Une lacune de moins dans la faune malgache: La famille des Mimetidae (Araneae). » 5ème Colloque d'Arachnologie d'Expression Française, Barcelona, p. 55-63.